# Kašparův vrch
Kašparův vrch je přírodní památka přibližně jeden kilometr jihozápadně od Volduch v okrese Rokycany. Důvodem ochrany území je horninový výchoz břidlic s fosiliemi prvohorních graptolitů v klabavském souvrství českého ordoviku.

## Historie
Paleontologickou lokalitu objevil ve dvacátých letech dvacátého století učitel Vojtěch Kraft. Odborně ji zkoumal a poprvé popsal Bedřich Bouček v roce 1933. Hlavním ohrožením lokality býval nekontrolovaný sběr zkamenělin, kterému brání souvislý porost křovin.
Chráněné území vyhlásil rokycanský okresní národní výbor s účinností od dne 5. září 1989 v kategorii chráněný přírodní výtvor. Přírodní památka je v Ústředním seznamu ochrany přírody evidována pod číslem 1157.

## Přírodní poměry
Chráněné území měří 0,0964 hektaru a nachází se v nadmořské výšce 394–400 metrů v katastrálním území Volduchy. Rozloha zákonem stanoveného ochranného pásma je 1,92 hektaru.

### Abiotické faktory
V geomorfologickém členění lokalita leží ve Švihovské vrchovině v podcelku Rokycanská pahorkatina a okrsku Rokycanská kotlina. Tvoří ji sto metrů dlouhý a dva metry vysoký strmý svah vymezený silnicí a polem. Ve svahu se nachází výchozy jílovitých břidlic klabavského souvrství ze spodního ordoviku. Hornina obsahuje fosilie graptolitů Holograptus tardibrachiatus, dendroidních graptolitů a lingulátních ramenonožců.
Půdní pokryv tvoří kambizem typická a na vlhčích místech kambizem pseudoglejová. Podél západní hranice přírodní památky, vzájemně oddělené silnicí, protéká Voldušský potok, který je přítokem Klabavy, a patří tedy k povodí Berounky.
V rámci Quittovy klasifikace podnebí se chráněné území nachází v mírně teplé oblasti MT10, pro kterou jsou typické průměrné teploty −2 až −3 °C v lednu a 17–18 °C v červenci. Roční srážkový úhrn je 600–700 milimetrů. Počet mrazových dnů je 110–130, zatímco počet letních dnů se pohybuje mezi čtyřiceti a padesáti.

### Flóra a fauna
Ve fytogeografickém členění lokalita spadá do obvodu České mezofytikoum a okresu Plzeňská pahorkatina vlastní. V minulosti v bylinném patře rostly běžné druhy jako lipnice luční (Poa pratensis), kostřava červená (Festuca rubra), rožec rolní (Cerastium arvense), rožec obecný (Cerastium holosteoides), pelyněk černobýl Artemisia vulgaris) a kopřiva dvoudomá (Urtica dioica). V osmdesátých letech byly v části území vysazeny smrk ztepilý (Picea abies) a pámelník bílý (Symphoricarpos albus). V důsledku hnojení obsahuje půda velké množství živin, které se projevuje dominancí nitrofilních rostlin a velkým zastoupením bezu černého (Sambucus nigra). Přestože se na rostlinách projevují známky používání herbicidů na sousedním poli, obohacuje zdejší porost okolní intezivně využívanou zemědělskou krajinu a poskytuje útočiště drobným savcům a pěvcům. Z živočichů byla na lokalitě pozorována veverka obecná zařazená podle vyhlášky č. 395/1992 Sb. mezi ohrožené druhy.

## Přístup
Území je volně přístupné a nachází se po levé straně silnice z Volduch do Rokycan. Nevede k němu žádná turisticky značená trasa ani cyklotrasa.